# Bandaran (Kedungjajang)
Bandaran is een bestuurslaag in het regentschap Lumajang van de provincie Oost-Java, Indonesië. Bandaran telt 1485 inwoners (volkstelling 2010).